# Col du Grand Colombier
Der Col du Grand Colombier ist ein 1501 Meter hoher Gebirgspass in der französischen Jura. Er befindet sich in der Region Auvergne-Rhône-Alpes im Département Ain und verbindet das Valromey im Westen mit dem Rhonetal im Osten. Die Straße führt über die schmale D120 und verbindet die Gemeinden Arvière-en-Valromey mit Culoz und Anglefort.
Der Pass führt über den namensgebenden Grand Colombier und steht in keinem Zusammenhang mit dem Col de la Colombière, der in den Alpen liegt.

## Streckenführung
Vom südwestlichen Artemare kann die Passhöhe über die längere D120 und die steilere D120c erreicht werden. Zunächst wird jedoch die breitere D31 befahren, ehe man auf die D69 abbiegt, der man bis Arvière-en-Valromey folgt. Auf diesen ersten sechs Kilometern liegt die durchschnittliche Steigung bei rund 5,5 %. Während die D120 unrhythmisch über Lochieu verläuft, zweigt die bekanntere Auffahrt über die D120c in Arvière-en-Valromey rechts ab. Sie führt durch stark bewaldetes Gebiet und weist für fünf Kilometer eine durchschnittliche Steigung von 11,4 % auf. Zudem werden maximale Steigungsprozente von bis zu 22 % erreicht. Bei La Selle (1174 m) laufen die D120 und D120c erneut zusammen und die Steigung nimmt auf den nächsten eineinhalb Kilometern mit rund 5 % deutlich ab. Auf den letzten zweieinhalb Kilometern steigt die Durchschnittssteigung jedoch wieder auf über 10 % an. Die Straße verlässt nun das bewaldete Gebiet und führt über zwei lange Geraden auf die Passhöhe. Insgesamt weist die 15,4 Kilometer lange Auffahrt von Artemare über die D120c eine durchschnittliche Steigung von 8,1 % auf.
Die Ostauffahrt kann sowohl von Culoz als auch Anglefort erfolgen. Die bekanntere Südostauffahrt von Culoz (D120) führt über vier Kilometer zu den Lacets du Grand Colombier. Bei diesen handelt es sich um eine Kombination aus engen Kehren, die das Bild des Grand Colombier maßgeblich prägen. Auf einer Länge von gerade einmal 500 Metern müssen acht Kehren absolviert werden, wobei die durchschnittliche Steigung über 10 % beträgt. Im Anschluss behält die Straße ihre starke Neigung bei, ehe nach rund sieben gefahrenen Kilometern ein flacher Kilometer folgt, der zur Kreuzung mit der D120a führt, die ihren Ausgangspunkt in Anglefort hat. Die D120a verläuft auf ihren ersten sechs Kilometern gleichmäßig, wobei die Steigung kaum unter 10 % sinkt. Nach drei weiteren steilen Kilometern beginnt die Ostauffahrt rund sechs Kilometer vor der Passhöhe abzuflachen und führt unrhythmisch über steile Rampen und flache Passagen. Kurz vor dem Auberge du Grand Colombier wird die Waldgrenze passiert und die letzten zwei Kilometer führen in offenem Gelände geradeaus zur Passhöhe. Auf den letzten Metern nimmt die Durchschnittssteigung mit rund 10 % wieder deutlich zu. Die 17,4 Kilometer lange Auffahrt von Culoz weist eine Durchschnittssteigung von 7,1 % auf.

## Radsport
Seit dem Jahr 1999 ist der Col du Grand Colombier der entscheidende Anstieg bei der Tour de l’Ain. Im Jahr 2012 führte das Critérium du Dauphiné als Generalprobe für die Tour de France über die Passhöhe.
Der Col du Grand Colombier wurde erstmals bei der 99. Austragung der Tour de France im Jahr 2012 befahren. Damals erfolgte die Auffahrt von Culoz und führte über die Lacets de Grand Colombier. Die Passhöhe, auf der die Tour-Organisation eine Bergwertung der Hors Catégorie abnahm, wurde jedoch bereits rund 40 Kilometer vor dem Ziel passiert. Der erste Fahrer auf der Passhöhe war der Franzose Thomas Voeckler. Im Jahr 2016 kehrte die Tour de France auf den Col du Grand Colombier zurück und passierte diesmal im Finale der 15. Etappe die Westauffahrt über die D120. Die anschließende Abfahrt führte nach Anglefort, ehe von Culoz aus die erste Hälfte der Südwestauffahrt absolviert wurde. Bei der Kreuzung der D120 mit der D120a wurde eine Bergwertung der 1. Kategorie mit dem Namen Lactes du Grand Colombier (891 m) abgenommen. Der Pole Rafał Majka gewann zwar beide Bergwertungen, musst sich aber nach der anschließenden Abfahrt im Sprint in Culoz Jarlinson Pantano geschlagen geben. Im Jahr 2017 wurde erstmals die steilere Westauffahrt über die D120c absolviert. Der Col du Grand Colombier wurde jedoch vor dem Mont du Chat befahren, wodurch sein Einfluss auf die Etappe gering war.

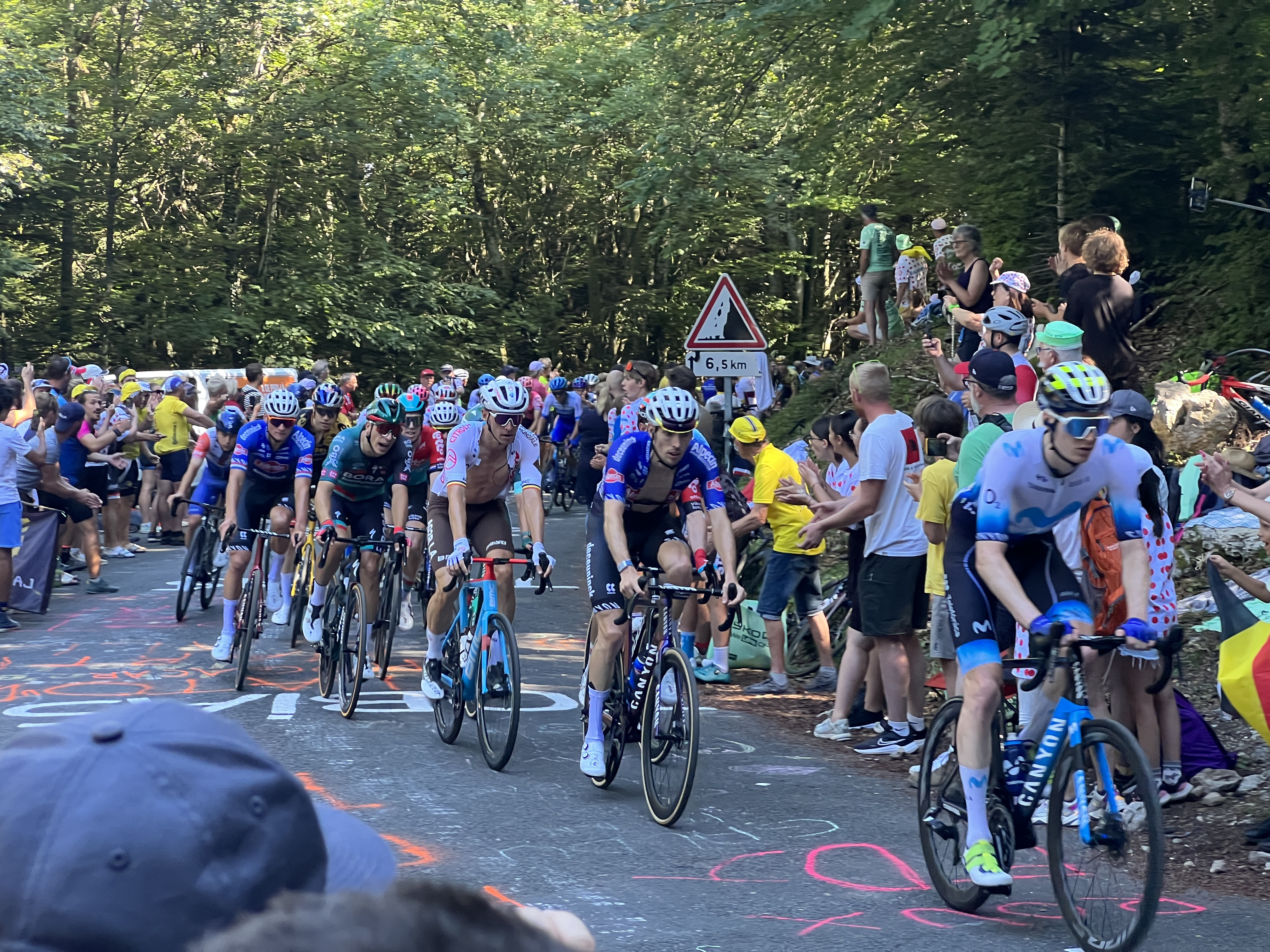
Die Tour de France 2023 im Anstieg des Grand Colombier

Im Jahr 2020 fand auf der 15. Etappe die erste Bergankunft auf dem Col du Grand Colombier statt. Zuvor wurde die D120c befahren an deren Ende bei La Selle eine Bergwertung der 1. Kategorie auf dem sogenannten Montèe de la Selle de Fromentel (1174 m) abgenommen wurde. Der Spanier Jesús Herrada gewann die Bergwertung, während der Slowene Tadej Pogačar die Bergankunft von Culoz aus gewann. Im Jahr 2023 endete die 13. Etappe erneut mit einer Bergankunft auf dem Col du Grand Clolmbier. Michał Kwiatkowski siegte auf dem Schlussanstieg hors catégorie.
| Jahr | Etappe     | Bergwertung    | Erster am Gipfel   | Auffahrt     | Anmerkung                                |
| ---- | ---------- | -------------- | ------------------ | ------------ | ---------------------------------------- |
| 2012 | 10. Etappe | hors catégorie | Thomas Voeckler    | Ost (Culoz)  |                                          |
| 2016 | 15. Etappe | hors catégorie | Rafał Majka        | West (D120)  |                                          |
| 2016 | 15. Etappe | 1. Kategorie   | Rafał Majka        | Ost (Culoz)  | Lacets du Grand Colombier (891 m)        |
| 2017 | 09. Etappe | hors catégorie | Warren Barguil     | West (D120c) |                                          |
| 2020 | 15. Etappe | 1. Kategorie   | Jesús Herrada      | West (D120c) | Montèe de la Selle de Fromentel (1174 m) |
| 2020 | 15. Etappe | hors catégorie | Tadej Pogačar      | Ost (Culoz)  |                                          |
| 2023 | 13. Etappe | hors catégorie | Michał Kwiatkowski | Ost (Culoz)  |                                          |